# Piłsudski (Schiff)
Die Piłsudski war ein 1935 in Dienst gestelltes Transatlantik-Passagierschiff der polnischen Reederei Gdynia-Ameryka Linie, der für den Passagierverkehr von Gdynia nach New York gebaut wurde. Nach Beginn des Zweiten Weltkriegs kam das Schiff unter Kontrolle der britischen Regierung und wurde in einen Truppentransporter umgewandelt. Die Piłsudski sank am 26. November 1939 vor der Küste von Yorkshire, nachdem sie in ein Minenfeld gelaufen war.

## Hintergrund

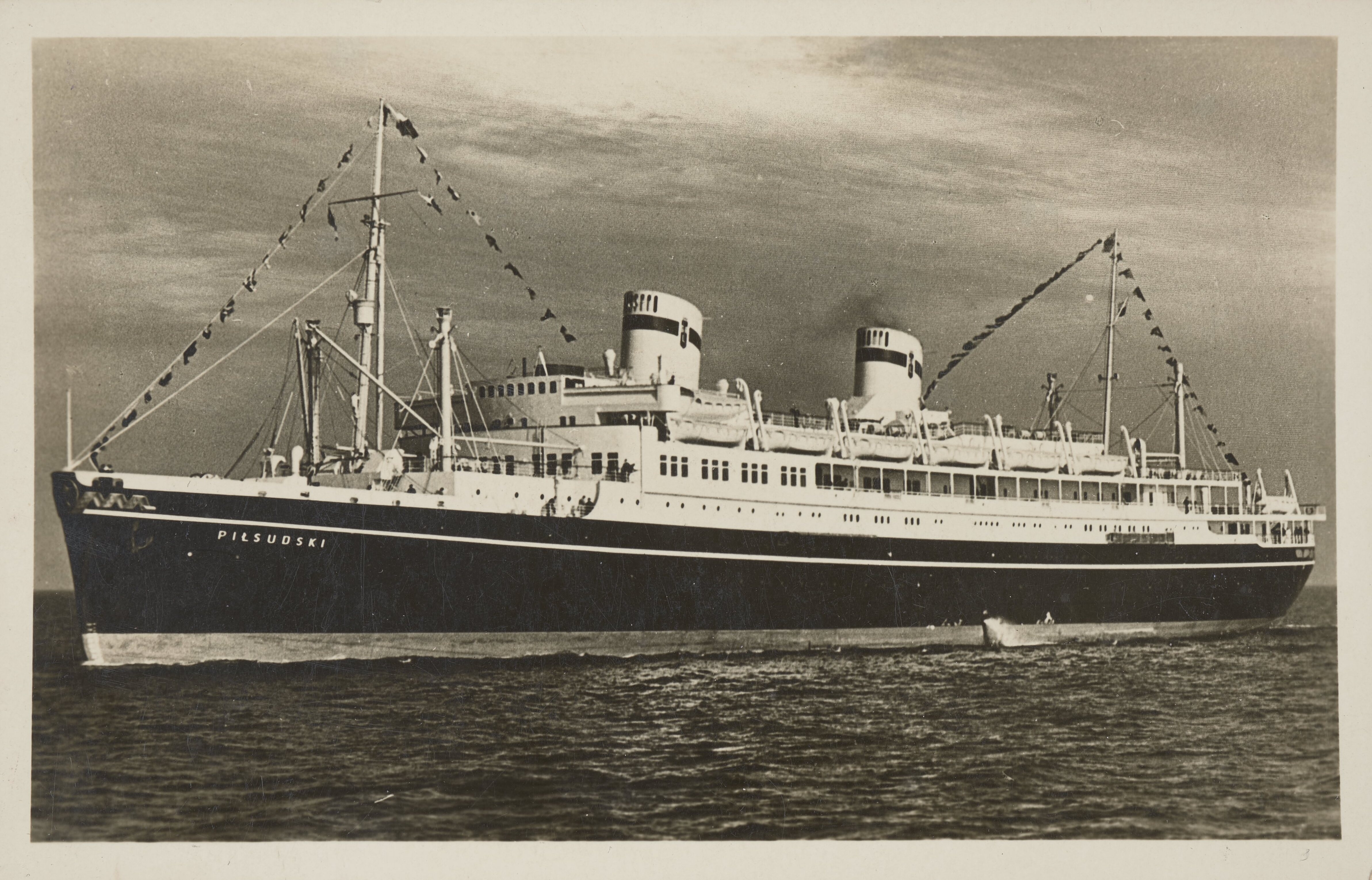
Das Schiff im Jahr 1937

Das 14.294 Bruttoregistertonnen (BRT) große Motorschiff Piłsudski wurde am 1. März 1934 bei der Schiffswerft Cantieri Riuniti dell' Adriatico in Monfalcone bei Triest auf Kiel gelegt und lief am 19. Dezember 1934 vom Stapel. Ihre Taufpatin war die polnische Publizistin und Sejm-Abgeordnete Wanda Pełczyńska. Das 160,32 Meter lange und 21,33 Meter breite Schiff wurde von zwei neunzylindrigen Dieselmotoren der Sulzer AG angetrieben, die 12.000 PS leisteten und das Schiff auf bis zu 18 Knoten beschleunigen konnten. Es konnten 796 Passagiere an Bord genommen werden, davon 46 in der Ersten, 370 in der Zweiten und 400 in der Dritten Klasse. Dazu kamen 350 Besatzungsmitglieder.
Das Passagierschiff, das nach dem polnischen Staatsmann und Nationalhelden Józef Piłsudski benannt wurde, war das Typschiff einer Klasse von zwei Einheiten, die nach dem Muster der 1931 in Dienst gestellten Victoria (I) (13.062 BRT) des italienischen Lloyd Triestino entworfen waren. Das Schwesterschiff der Piłsudski, die 7 BRT kleinere Batory (14.287 BRT), die bei der gleichen Werft als Nr. 1127 gebaut worden war, lief Anfang Juli 1935 vom Stapel und wurde im April 1936 in Dienst gestellt. Die beiden Schiffe wurden für die Reederei Gdynia-America Line gebaut, die 1930 von der polnischen Regierung gegründet wurde, um einen regelmäßigen Passagier- und Frachtservice von Gdynia über Kopenhagen nach Halifax und New York zu gewährleisten. Sie waren die bis dahin größten Schiffe der Gdynia-America Line und zählten zu den ersten Ozeanlinern, die über einen Indoor-Swimmingpool verfügten. An der luxuriösen Ausstattung hatten viele namhafte polnische Künstler mitgewirkt.

## Einsatzgeschichte

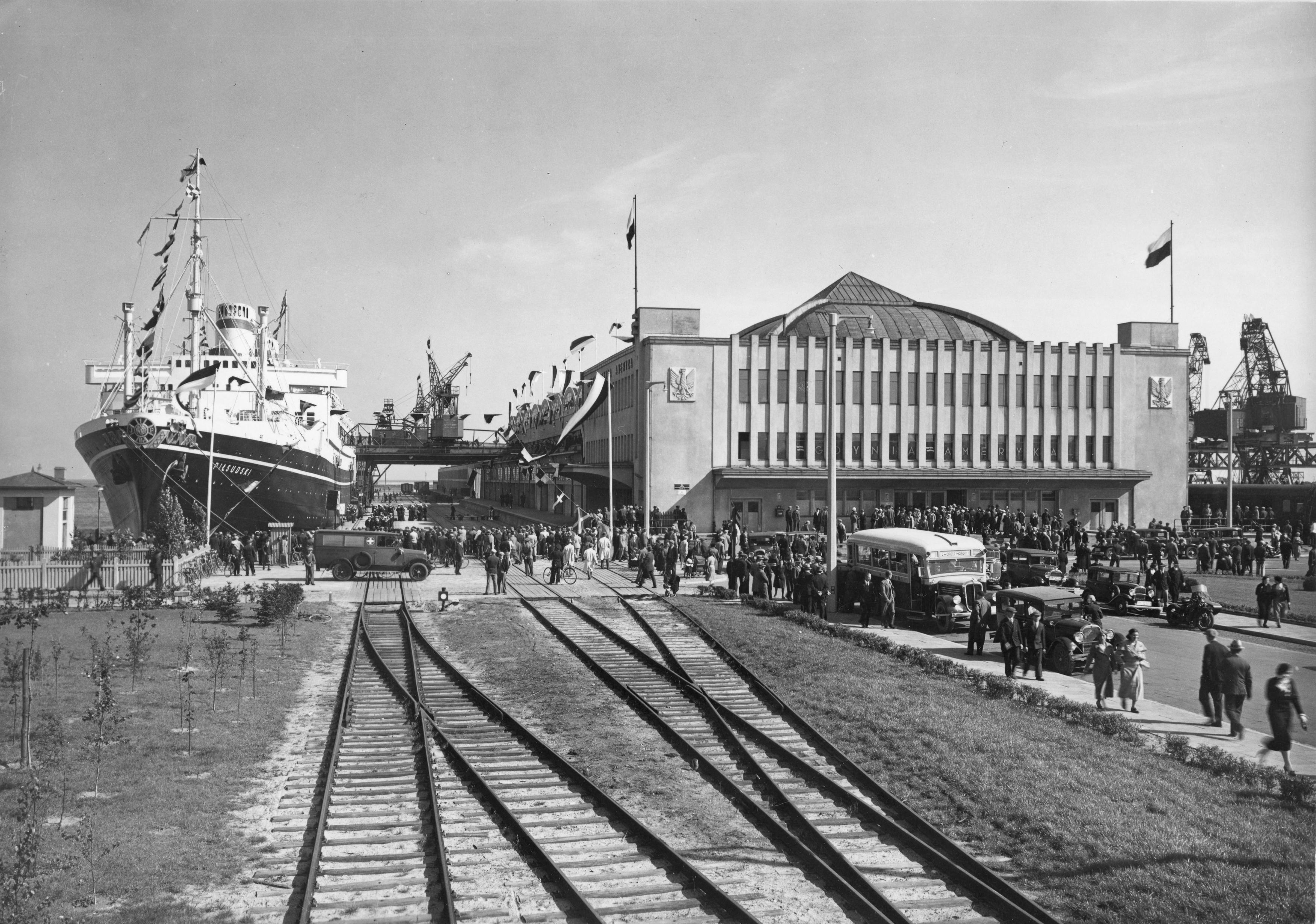
Die Piłsudski gegenüber vom Seeterminal von Gdingen.

Am 15. September 1935 lief die Piłsudski in Gdynia zu ihrer Jungfernfahrt nach New York aus. Der Kapitän des Schiffs während der gesamten Dienstzeit war Mamert Stankiewicz, ein Offizier der polnischen Handelsmarine, der zuletzt den Rang eines Konteradmirals hatte. Auf der zweiten Überfahrt nach New York geriet die Piłsudski in einen atlantischen Sturm, der mehrere strukturelle Schwachpunkte im Design des Schiffs zutage förderte. Bevor die Piłsudski wieder auslaufen konnte, wurden in New York die entsprechenden Ausbesserungen vorgenommen. Die Sturmfahrt der Piłsudski hatte eine Bauverzögerung bei Batory verursacht, da es sich als notwendig erwies, die Berichtigungen am ursprünglichen Entwurf einzuleiten.

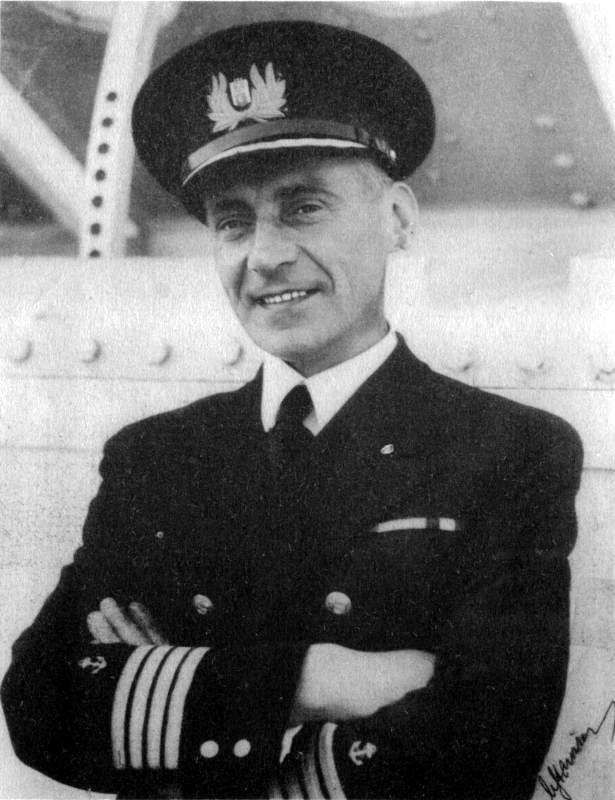
Mamert Stankiewicz (1889–1939), Kapitän der Piłsudski

Das Schiff absolvierte pro Jahr etwa zehn Überfahrten auf dem Nordatlantik, wobei für eine Rundfahrt von Gdynia nach New York und zurück etwa 25 Tage benötigt wurden. Im Sommer unternahm die Piłsudski zudem neben ihrem regulären Liniendienst Kreuzfahrten zu den Fjorden Norwegen und über Weihnachten und Neujahr in die Karibik. Nach dem Ausbruch des Zweiten Weltkriegs wurden die Piłsudski und die Batory von der britischen Regierung übernommen und für militärische Zwecke verwendet. Die Piłsudski wurde in Newcastle upon Tyne in einen Truppentransporter umgewandelt, grau angestrichen und mit Flugabwehrkanonen ausgestattet. Sie wurde weiterhin mit einer polnischen Besatzung besetzt. Es bestanden auch (später verworfene) Pläne, das Schiff in einen bewaffneten Hilfskreuzer umzuwandeln.

## Untergang
Am 26. November 1939 um 04:36 Uhr morgens lief die Piłsudski 25 Seemeilen vor der englischen Hafenstadt Withernsea auf zwei Seeminen. Das Schiff befand sich auf seiner ersten Fahrt von Newcastle nach Neuseeland und hatte etwa 180 Besatzungsmitglieder (darunter sieben britische Seeleute) an Bord. Zur Ladung gehörten Stahl und Eisen. Nach den Explosionen neigte sich die Piłsudski nach Backbord und sank nach vier Stunden auf der Position 53° 45′ 45″ N, 0° 45′ 40″ O. Bis auf einen Mechaniker und Kapitän Stankiewicz wurden alle Crewmitglieder gerettet. Stankiewicz war einer der letzten, die das sinkende Schiff verließen und wurde an Bord eines Schiffes genommen, das nach Hartlepool unterwegs war. Er erlag jedoch den Folgen der Unterkühlung.
Das Wrack der Piłsudski liegt in 33 Metern Tiefe und gilt als größtes Schiffswrack vor der Küste von Yorkshire. Das Heck ist abgebrochen und die Decks sind teilweise eingebrochen.